# Scare Force One
Scare Force One je sedmi album finske hard rok grupe Lordi, koji je objavljen 31. oktobra 2014. godine. Tradicionalno, bend je po objavljivanju novog albuma ponovo obnovio svoje kostime. Prvi singl pod nazivom „Nailed by the Hammer of Frankenstein“ je objavljen 19. septembra 2014. Prvi spot sa albuma, za pesmu Scare Force One, objavljen je 30. oktobra 2014.

## Spisak pesama
1. „SCG7: Arm Your Doors and Cross Check“ - 1:35
2. „Scare Force One“ - 4:58
3. „How to Slice a Whore“ - 2:47
4. „Hell Sent in the Clowns“ - 4:20
5. „House of Ghosts“ - 4:12
6. „Monster Is My Name“ - 3:34
7. „Cadaver Lover“ - 3:51
8. „Amen's Lament to Ra II“ - 1:10
9. „Nailed by the Hammer of Frankenstein“ - 3:20
10. „The United Rocking Dead“ - 5:46
11. „She's a Demon“ - 5:37
12. „Hella's Kitchen“ - 1:10
13. „Sir, Mr. Presideath, Sir“ - 5:44

## Članovi benda
- Mr. Lordi - Vokal
- Amen - Gitara, Prateći vokal
- OX - Bas gitara, Prateći vokal
- Hella - Klavijature
- Mana - Bubnjevi